# سیمرغ (باله)
سیمرغ موسیقی باله که توسط لوریس چکناواریان آهنگساز سرشناس ارمنی  ساخته شده‌است.